# Orray
De Orray is een fictieve diersoort van de planeet Geonosis in het Star Warsuniversum.

## Uiterlijk
De Orray zijn reptielachtige dieren die gebruikt worden als transport- en lastdier. Ze zijn ongeveer een halve meter hoog en lopen op vier poten. Ze hebben een lange snuit en hebben tanden gemaakt om eieren te doorboren. De grootste voedselbron van de Orray, voordat ze door de Geonosians gedomesticeerd werden, was dan ook de eieren van Geonosians. 
De huid van de Orray is taai en leerachtig, waardoor ze in het ruige klimaat van Geonosis kunnen overleven. Door de zanderige kleur van hun huid kunnen ze zich goed camoufleren voor de roofdieren van op Geonosis. Wilde Orray hebben een sterke en gevaarlijke staart waarmee ze hun vijanden kunnen steken. Wanneer ze gedomesticeerd zijn wordt dit echter geamputeerd. Hierdoor worden de Orray veel minder agressief. 

## In de films
Orray komen alleen voor in Star Wars: Episode II: Attack of the Clones. Hier worden ze gebruikt door Geonosian Picadors in de Petranaki Arena als rijdieren om de dieren die in gevecht waren in de arena in bedwang te houden. Ook trokken de Orray de karren van mensen die geëxecuteerd werden, zoals Padmé en Anakin.